# توکودایجی سانه‌یوشی
توکودایجی سانه‌یوشی (به ژاپنی: (به ژاپنی: 徳大寺 実能 とくだいじ さねよし)) (۱۱۵۷–۱۰۹۶) نوه فوجیوارا نو سانه‌سوئه پسر فوجیوارا نو کینزانه در دوره هی‌آن کوگه بود. وی برادر فوجیوارا نو تاماکو همسر امپراتور توبا و همچنین فوجیوارا نو میتسوکو دایه دو امپراتور ژاپن امپراتور هوریکاوا و امپراتور توبا بود.